# Heinrichsthal
Heinrichsthal es un municipio alemán, ubicado en el distrito de Aschaffenburg, en el Regierungsbezirk de Baja Franconia, en el Estado federado de Baviera. Asimismo, es miembro de la comunidad administrativa (Verwaltungsgemeinschaft) de Heigenbrücken.